# Longitud del periastro

Elementos orbitales de un cuerpo alrededor del Sol.

La {\displaystyle {\bar {\omega }}\,} (longitud del periastro), es la suma de dos ángulos medidos en planos distintos: la Longitud del nodo ascendente ({\displaystyle \Omega \,\!}) medido sobre el plano de referencia, y el Argumento del periastro ({\displaystyle \omega \,\!}) medido sobre el plano de la órbita:
{\displaystyle {\bar {\omega }}=\Omega +\omega \,}
En el caso del Sol se llama longitud del perihelio y en el caso de la Tierra longitud del perigeo.